# Llista de remakes d'imatge real de pel·lícules d’animació de Disney
Aquesta llista presenta els remakes d'imatge real o fotorrealistes produïts per Walt Disney Pictures de les seves pel·lícules d'animació. La llista no inclou els remakes de pel·lícules amb mescla d'animació i d'imatge real (com Pete's Dragon), aquells realitzats per Disney de pel·lícules animades originalment produïdes per altres estudis, les pel·lícules d'imatge real realitzades per altres estudis i basades en la mateixa història que un llargmetratge de Disney que posteriorment van ser adquirides (com Ever After, de Fox; o El vent als salzes, de Pathé), les pel·lícules d'estrena directa en vídeo (com The Jungle Book: Mowgli's Story), ni aquelles basades en sèries d'animació (com Kim Possible o Chip 'n Dale: Rescue Rangers).
Només un d'aquests llargmetratges ha estat doblat al català. Es tracta d'El llibre de la selva: L'aventura continua (1994), estrenat l'any 2003 a TV3.

## Estrenades

### Estrena al cinema
| Pel·lícula                                 | Pel·lícula d'animació original          | Data d'estrena ·       | Director(s)      | Escriptor(s)                                                                                            | Productor(s)                                                      | Doblatge en català ·       |
| ------------------------------------------ | --------------------------------------- | ---------------------- | ---------------- | --- | ----------------------------------------------------------------- | -------------------------- |
| El llibre de la selva: L'aventura continua | El llibre de la selva (1967)            | 25 de desembre de 1994 | Stephen Sommers  | Stephen Sommers, Ronald Yanover i Mark Geldman                                                          | Edward S. Feldman i Raju Patel                                    | 13 de juliol de 2003 (TV3) |
| 101 Dalmatians                             | 101 dàlmates (1961)                     | 27 de novembre de 1996 | Stephen Herek    | John Hughes                                                                                             | John Hughes i Ricardo Mestres                                     | No                         |
| 102 Dalmatians                             | 101 dàlmates (1961)                     | 22 de novembre de 2000 | Kevin Lima       | Kristen Buckley, Brian Regan, Bob Tzudiker i Noni White                                                 | Edward S. Feldman                                                 | No                         |
| Alice in Wonderland                        | Alícia al país de les meravelles (1951) | 5 de març de 2010      | Tim Burton       | Linda Woolverton                                                                                        | Richard D. Zanuck, Joe Roth, Suzanne Todd i Jennifer Todd         | No                         |
| Maleficent                                 | La Bella dorment (1959)                 | 30 de maig de 2014     | Robert Stromberg | Linda Woolverton                                                                                        | Joe Roth                                                          | No                         |
| Cinderella                                 | La Ventafocs (1950)                     | 13 de març de 2015     | Kenneth Branagh  | Chris Weitz                                                                                             | Simon Kinberg, Allison Shearmur i David Barron                    | No                         |
| The Jungle Book                            | El llibre de la selva (1967)            | 15 d'abril de 2016     | Jon Favreau      | Justin Marks                                                                                            | Jon Favreau i Brigham Taylor                                      | No                         |
| Alice Through the Looking Glass            | Alícia al país de les meravelles (1951) | 27 de maig de 2016     | James Bobin      | Linda Woolverton                                                                                        | Joe Roth, Suzanne Todd, Jennifer Todd i Tim Burton                | No                         |
| Beauty and the Beast                       | La Bella i la Bèstia (1991)             | 17 de març de 2017     | Bill Condon      | Stephen Chbosky i Evan Spiliotopoulos                                                                   | David Hoberman i Todd Lieberman                                   | No                         |
| Christopher Robin                          | Pel·lícules de Winnie the Pooh          | 3 d'agost de 2018      | Marc Forster     | Alex Ross Perry, Tom McCarthy i Allison Schroeder (guió); Greg Brooker i Mark Steven Johnson (història) | Brigham Taylor i Kristin Burr                                     | No                         |
| Dumbo                                      | Dumbo (1941)                            | 29 de març de 2019     | Tim Burton       | Ehren Kruger                                                                                            | Justin Springer, Ehren Kruger, Derek Frey i Katterli Frauenfelder | No                         |
| Aladdin                                    | Aladdín (1992)                          | 24 de maig de 2019     | Guy Ritchie      | John August i Guy Ritchie                                                                               | Dan Lin i Jonathan Elrich                                         | No                         |
| The Lion King                              | El Rei Lleó (1994)                      | 19 de juliol de 2019   | Jon Favreau      | Jeff Nathanson                                                                                          | Jon Favreau, Karen Gilchrist i Jeffrey Silver                     | No                         |
| Maleficent: Mistress of Evil               | La Bella dorment (1959)                 | 18 d'octubre de 2019   | Joachim Rønning  | Linda Woolverton, Noah Harpster i Micah Fitzerman-Blue                                                  | Joe Roth, Angelina Jolie i Duncan Henderson                       | No                         |
| Cruella                                    | 101 dàlmates (1961)                     | 28 de maig de 2021     | Craig Gillespie  | Dana Fox i Tony McNamara (guió); Aline Brosh McKenna, Kelly Marcel i Steve Zissis (història)            | Kristin Burr, Andrew Gunn i Marc Platt                            | No                         |

### Estrena a Disney+
| Pel·lícula         | Pel·lícula d'animació original | Data d'estrena ·       | Director(s)  | Escriptor(s)                                               | Productor(s)                                             | Doblatge en català · |
| ------------------ | ------------------------------ | ---------------------- | ------------ | ---------------------------------------------------------- | -------------------------------------------------------- | -------------------- |
| Lady and the Tramp | La Dama i el Rodamón (1955)    | 12 de novembre de 2019 | Charlie Bean | Andrew Bujalski i Kari Granlund                            | Brigham Taylor                                           | No                   |
| Mulan              | Mulan (1998)                   | 4 de setembre de 2020  | Niki Caro    | Elizabeth Martin, Lauren Hynek, Rick Jaffa i Amanda Silver | Chris Bender, Tendo Nagenda, Jason T. Reed i Jake Weiner | No                   |

## Pròximes pel·lícules

### Estrena al cinema
}

### Estrena a Disney+
| Pel·lícula                      | Pel·lícula d'animació original  | Data d'estrena · | Director(s)                                           | Escriptor(s)                           | Productor(s)                                               | Doblatge en català · |
| ------------------------------- | ------------------------------- | ---------------- | ----------------------------------------------------- | -------------------------------------- | ---------------------------------------------------------- | -------------------- |
| La sireneta                     | La sireneta (1989)              | Per confirmar    | Rob Marshall                                          | Jane Goldman i David Magee             | Rob Marshall, John DeLuca, Lin-Manuel Miranda i Marc Platt | Per confirmar        |
| Seqüela de The Jungle Book      | El llibre de la selva (1967)    | Per confirmar    | Jon Favreau                                           | Justin Marks                           | Jon Favreau i Brigham Taylor                               | Per confirmar        |
| Seqüela de The Lion King        | El Rei Lleó (1994)              | Per confirmar    | Barry Jenkins                                         | Jeff Nathanson                         | Adele Romanski i Mark Ceryak                               | Per confirmar        |
| Snow White and the Seven Dwarfs | Blancaneu i els set nans (1937) | Per confirmar    | Marc Webb                                             | Erin Cressida Wilson                   | Marc Platt                                                 | Per confirmar        |
| Seqüela d'Aladdin               | Aladdín (1992)                  | Per confirmar    | Per confirmar                                         | John Gatins i Andrea Berloff           | Dan Lin i Jonathan Eirich                                  | Per confirmar        |
| Hunchback                       | El geperut de Notre Dame (1996) | Per confirmar    | Per confirmar                                         | David Henry Hwang                      | David Hoberman, Todd Lieberman, Josh Gad i Don Hahn        | Per confirmar        |
| Bambi                           | Bambi (1942)                    | Per confirmar    | Per confirmar                                         | Geneva Robertson-Dworet i Lindsey Beer | Chris Weitz, Paul Weitz i Andrew Miano                     | Per confirmar        |
| Hercules                        | Hèrcules (1997)                 | Per confirmar    | Per confirmar                                         | David Callaham                         | Anthony i Joe Russo, Jeffery Silver i Karen Gilchrist      | Per confirmar        |
| Seqüela de Cruella              | 101 dàlmates (1961)             | Per confirmar    | Craig Gillespie                                       | Tony McNamara                          | Per confirmar                                              | Per confirmar        |
| Vaiana                          | Vaiana (2016)                   | David Callaham   | Anthony i Joe Russo, Jeffery Silver i Karen Gilchrist | Per confirmar                          |                                                            |                      |

| Pel·lícula                                   | Pel·lícula d'animació original | Data d'estrena · | Director(s)             | Escriptor(s)                                             | Productor(s)                  | Doblatge en català · |
| -------------------------------------------- | ------------------------------ | ---------------- | ----------------------- | -------------------------------------------------------- | ----------------------------- | -------------------- |
| Peter Pan & Wendy                            | Peter Pan (1953)               | 2022             | David Lowery            | David Lowery i Toby Halbrooks                            | Joe Roth i Jim Whitaker       | Per confirmar        |
| Pinocchio                                    | Pinotxo (1940)                 | 2022             | Per confirmar           | Robert Zemeckis                                          | Chris Weitz i Robert Zemeckis | Per confirmar        |
| The Sword in the Stone                       | Merlí l'encantador (1963)      | Per confirmar    | Juan Carlos Fresnadillo | Bryan Cogman                                             | Brigham Taylor                | Per confirmar        |
| Robin Hood                                   | Robin Hood (1973)              | Per confirmar    | Carlos López Estrada    | Kari Granlund                                            | Justin Springer               | Per confirmar        |
| Lilo & Stitch                                | Lilo & Stitch (2002)           | Per confirmar    | Per confirmar           | Mike Van Waes                                            | Dan Lin i Jonathan Eirich     | Per confirmar        |
| Pel·lícula protagonitzada pel Príncep Anders | Aladdín (1992)                 | Per confirmar    | Per confirmar           | Jordan Dunn, Michael Kvamme, Shane Andries i Chris Smith | Per confirmar                 | Per confirmar        |

## Projectes cancel·lats
Diversos mitjans s'han fet ressò de diferents projectes en els quals els estudis Disney haurien treballat: una pel·lícula d'imatge real sobre Campaneta, amb Victoria Strouse com a guionista i Reese Witherspoon en el paper de Campaneta; un spin-off d'imatge real del Príncep Encantador titulat Charming, amb Stephen Chbosky com a guionista i director; una preqüela d'Aladdín titulada Genies, escrita per Mark Swift i Damian Shannon i produïda per Tripp Vinson; i una adaptació de la seqüència Night on Bald Mountain de la pel·lícula Fantasia, amb Matt Sazama i Burk Sharpless com a guionistes. El març del 2016, l'estudi també va anunciar el desenvolupament d'una nova pel·lícula titulada Rose Red, un spin-off d'acció real de Blancaneu i els set nans que anava a ser narrat des de la perspectiva de la germana de la Blancaneu, Rosa-roja. La pel·lícula havia de ser produïda per Vinson i escrita per Justin Merz, Evan Daugherty i Kristin Gore. Brie Larson va ser considerada per al paper principal. De tota manera, tots aquests projectes han estat cancel·lats.